# LWN.net
LWN.net — электронный журнал о Linux и свободном ПО. Выпускает еженедельный номер, состоящий из нескольких разделов, собственные аналитические статьи несколько раз в неделю и ссылки на новости из других источников несколько раз в сутки. Значительная часть собственного материала журнала посвящена ядру Linux, его API и связанным темам; LWN.net считается одним из лучших источников по разработке драйверов и ядра Linux.
LWN.net существует за счет рекламы и платной подписки. Подписчики получают право первыми прочесть опубликованные материалы; через неделю, все статьи помещаются в открытый доступ для неподписавшихся читателей.

## История
Журнал был создан Элизабет Кулбо (Elizabeth Coolbaugh) и Джонатаном Корбетом (Jonathan Corbet). Публикуется с января 1998 года. Изначально назывался Linux Weekly News («Еженедельные новости о Linux») но вскоре изменил название на LWN.net, поскольку в журнале стали появляться статьи не только о Linux, и к тому же чаще, чем раз в неделю.
Платная подписка была введена в сентябре 2002 года по финансовым причинам: реклама покрывала лишь малую долю затрат на сайт, а благодаря сдуванию пузыря доткомов, получить спонсорство коммерческой организации стало невозможно.